# Ceratophallus faini
Ceratophallus faini е вид охлюв от семейство Planorbidae.

## Разпространение и местообитание
Видът е разпространен в Демократична република Конго и Уганда.
Обитава крайбрежията на сладководни басейни.